# Medycyna anty-aging
Medycyna anti-ageing – zjawisko kultury popularnej społeczeństwa zorientowanego na młodość, w którym jednostki angażują się w poszukiwanie środków do zwalniania i odwracania procesu starzenia się, zarazem forma nowoczesnej geriatrii skierowanej „przeciw starzeniu się” (ang. anti-aging).
Zajmuje się wczesnym wykrywaniem, profilaktyką i leczeniem różnych dolegliwości związanych z wiekiem i starzeniem się organizmu. Lekarz po przeanalizowaniu wyników badań, określa wiek biologiczny pacjenta, który może różnić się znacznie od jego wieku kalendarzowego. Ocenia również, co spowodowało przedwczesne zestarzenie się organizmu, a następnie zaleca odpowiednie do stanu pacjenta zmiany w dotychczasowym stylu życia, takie jak np. wprowadzenie diety o większej ilości owoców i warzyw.